# إدوارد غونزاليس كارول
إدوارد غونزاليس كارول (بالإنجليزية: Edward Gonzalez Carroll)‏ هو قسيس أمريكي، ولد في 7 يناير 1910، وتوفي في 2000.